# Рамирес, Иван
Иван Родриго Рамирес Сеговия (исп. Iván Rodrigo Ramírez Segovia; родился 8 декабря 1994 года в Асунсьоне, Парагвай) — парагвайский футболист, опорный полузащитник клуба «Рубио Нью».

## Клубная карьера
Рамирес — воспитанник клуба «Либертад». 3 ноября 2013 года в матче против«Серро Портеньо ПФ» он дебютировал в парагвайской Примере. 10 марта 2014 года в поединке против «Депортиво Капиата» Иван забил свой первый гол за команду. В том же сезоне Рамирес помог клубу дважды выиграть чемпионат.
Летом 2015 года он перешёл в «Депортиво Сантани». 20 сентября в матче против «Серро Портеньо» он дебютировал за новую команду. 4 ноября в поединке против «Спортиво Сан-Лоренсо» Иван забил свой первый гол за «Депортиво Сантини».
В начале 2016 года Рамирес перешёл в «Рубио Нью». 29 января в матче против столичного «Насьоналя» он дебютировал за новый клуб. 13 февраля в поединке против «Серро Портеньо» Иван забил свой первый гол за «Рубио Нью». Летом 2016 года Рамирес вернулся в «Либертад». В том же году он в третий раз выиграл чемпионат.

## Международная карьера
В начале 2013 года в Рамирес стал серебряным призёром молодёжного чемпионата Южной Америки в Аргентине. На турнире он сыграл в матчах против команд Перу, Аргентины, Боливии и дважды против Чили.
Летом того же года Иван принял участие в молодёжном чемпионате мира в Турции. На турнире он сыграл в матчах против команд Мексики, Греции и Ирака.
В 2015 году Рамирес принял участие в Панамериканских играх в Канаде. На турнире он сыграл в матчах против команды Мексики, Тринидада и Тобаго и Уругвая. В поединке против тринидадцев Иван забил гол.

## Достижения
Командные
 «Либертад»
- Чемпионат Парагвая по футболу — Клаусура 2014
- Чемпионат Парагвая по футболу — Апертура 2014
- Чемпионат Парагвая по футболу — Апертура 2016

Международные
 Парагвай (до 20)
- Молодёжный чемпионат Южной Америки — 2013